# RV Lake Guardian
Le RV Lake Guardian  est le plus grand navire océanographique de l'United States Environmental Protection Agency (EPA), sur les Grands Lacs. L'EPA est  une Agence indépendante du gouvernement des États-Unis créée en 1970 et dont le siège est à Washington (État de Washington.

## Historique
Lake Guardian navigue entre les cinq Grands Lacs Américains généralement de la fin mars au début octobre. Des chercheurs d’organismes gouvernementaux et d’universités utilisent les installations du navire pour collecter et analyser des échantillons d’eau, de vie aquatique, de sédiments et d’air, pour s'assurer de la santé de l'écosystème des Grands Lacs. Le bureau du programme national des Grands Lacs (GLNPO) de la US.EPA gère les opérations du navire depuis son bureau basé à Chicago.
Le navire possède trois laboratoires intérieurs : un laboratoire de chimie, un laboratoire de biologie et un laboratoire polyvalent. Les chercheurs peuvent stocker les échantillons dans un réfrigérateur et un congélateur. En outre, il est aussi équipé de  conteneurs-laboratoires modulaires qui sont sécurisés sur le pont du navire et qui sont personnalisés pour répondre aux besoins de diverses activités de recherche. Une rosette, sorte de cage en tubulure métallique contenant des bouteilles de prélèvement et multiples capteurs, sert pour les multiples échantillonnages effectuées dans les eaux des lacs.

## Galerie

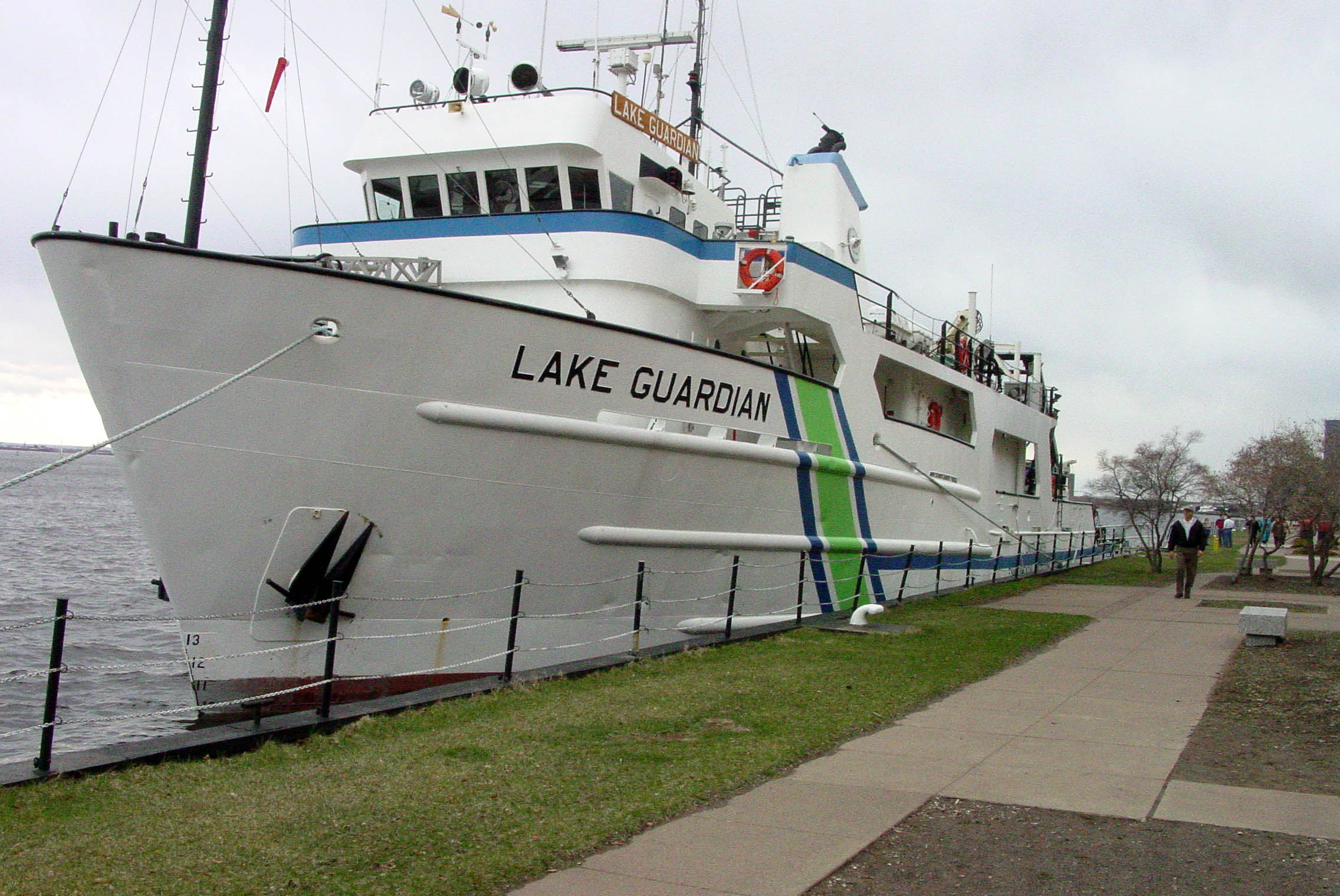
RV Lake Guardian
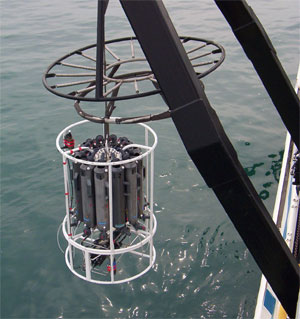
Rosette d'échantillonnage
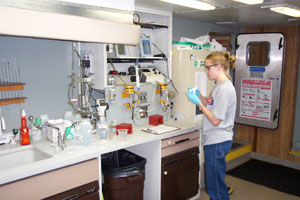
Laboratoire de chimie